# Carmen Escribano de León
Carmen Escribano Paños, más conocida como Carmen Escribano de León (Beniaján, Murcia; 1925-Guatemala, 6 de octubre de 2020) fue una periodista, escritora y filósofa española. Desarrolló la mayor parte de su carrera profesional en Guatemala, donde colaboró en diversos diarios del país.

## Biografía
Nació en Beniaján, Murcia, en 1925. Fue vicepresidenta mundial de la Asociación de Mujeres Periodistas y Escritoras, así como la primera mujer en ocupar los cargos de directora del Diario de Centro América y vicepresidenta de la Federación Nacional de Cooperativas de Ahorro y Crédito de Guatemala (FENACOP).
Falleció el 6 de octubre de 2020.